# Cnephora cana
Cnephora cana là một loài bướm đêm trong họ Geometridae.